# Alan Minas
Alan Minas Ribeiro da Silva é um cineasta brasileiro.
Dentista por formação, resolveu fazer cinema para falar sobre o problema da alienação parental, que discutiu no documentário A Morte Inventada (2009). Em 2014, publicou o livro A Morte Inventada - Ensaios e Vozes (Editora Saraiva). Ganhou o prêmio de melhor filme do júri popular no festival de Brasília de 2015, com A Família Dionti. recentemente publicou o livro "Gente que se Apaga", como comemoração dos 10 anos do filme "A Morte Inventada".

## Filmografia
- A Família Dionti (2015)
- A Morte Inventada - Alienação Parental (2009, documentário)

### Curtas
- A Língua das Coisas (2010)
- Homens ao Mar (2006)
- O Refém (2004)
- A Encomenda (2002)
- O Apito (2000)